# اروین کوپه
اروین کوپه (آلمانی: Erwin Koppe؛ زادهٔ ۲۹ مهٔ ۱۹۳۸) ژیمناست هنری اهل آلمان بود.
وی در مسابقات کشوری و بین‌المللی در مجموع برندهٔ ۲ مدال برنز شده‌است.